# 萨哈璘
萨哈璘（转写：Sahaliyan；1604年6月19日—1636年6月11日），漢譯又作薩哈連、薩哈廉。清朝太祖努尔哈赤次子代善的第三子，颖毅亲王。

## 生平
初授台吉。天命十年（1625年），萨哈璘解察哈尔林丹汗对科尔沁之围。十一年（1626年），随父亲代善伐喀尔喀巴林部、扎鲁特部，有功，授贝勒。天聪元年（1627年），随皇太极伐明，萨哈璘邀击塔山粮运，败明兵2万人。代善请班师，萨哈璘与岳讬主张进取，攻下遵化、通州、永平、香河。萨哈璘与济尔哈朗驻守永平，后来贝勒阿敏代他驻守。五年（1631年），初设六部，萨哈璘掌礼部事。六年，萨哈璘攻略归化城。七年（1633年）六月，萨哈璘主张宽朝鲜，拒察哈尔，专征明朝。八年（1634年），与多尔衮迎降将尚可喜，招抚广鹿、长山二岛户口3800余人。萨哈璘攻代州、崞县、大同。
九年（1635年），与多尔衮、岳讬、豪格等收降察哈尔林丹汗子额尔克孔果尔额哲，萨哈璘与多尔衮、豪格攻山西。萨哈璘劝说皇太极加皇帝尊号，崇德元年（1636年）正月，萨哈璘病重，皇太极命希福探视，五月，萨哈璘去世。皇太极痛哭，褒奖萨哈璘明达敏赡，精通满文、汉文、蒙古文，多所赞助，追封颖亲王。康熙十年（1671年），追谥毅。
萨哈璘子三人：阿达礼、勒克德浑（多罗顺承郡王，铁帽子王之一）、杜兰（恩封贝勒，後降镇国公）。

## 家族
父亲：礼烈亲王代善
母亲：继福晋叶赫那拉氏

### 妻妾
- 嫡福晋乌拉那拉氏，名济海，乌拉贝勒布占台之女

### 子女
- 长子阿达礼
- 长女县主（1620-1667），名哈濟，董佳氏和尔本公为额驸。天聪七年（1633年）正月，成婚；额驸于崇德四年（1639年）二月卒。
- 次子多罗顺承恭惠郡王勒克德浑
- 次女县主（1625-1700），名僧塞，崇德五年（1640年）正月，选苏尼特博尔济吉特氏多罗郡王腾吉思为额驸，本年七月成婚；额附于顺治四年（1647年）丁亥六月卒，县主于康熙三十九年（1700年）庚辰三月卒，年七十五岁。
- 第三子杜兰
- 第三女（1626-1642）

## 脚注
1. ↑  满语意思是「黑」。
2. ↑  《愛新覺羅宗譜》乙冊 3381頁